# Gumowo (powiat ciechanowski)
Gumowo – wieś sołecka w Polsce położona w województwie mazowieckim, w powiecie ciechanowskim, w gminie Ciechanów.
| SIMC    | Nazwa  | Rodzaj    |
| ------- | ------ | --------- |
| 0112472 | Krzyże | część wsi |

Przez miejscowość przebiega droga krajowa DK60.
W pasie Gumowo-Chotum-Rajmundowa występują wzniesienia i pagórki utworzone przez morenę czołową.

## Historia
Najstarsze wzmianki o wsi pochodzą z 1349 roku, następne z 1435 i odnoszą się do Gumowa Kmiecego. W roku 1435 Elżbieta, wdowa po Pawle z Gumowa oraz jej dzieci sprzedali braciom Tomaszowi, Mikołajowi, Wojciechowi i Jakubowi dziedzicom Gumowa całą swoją część za 35 i pół kóp groszy w półgroszach. Grzegorz z Gumowa przeniósł się do ziemi wiskiej, gdzie otrzymał od księcia Wodzisława 10 włók chełmińskich i założył na prawie niemieckim wieś o nazwie Ginąca Biel. W roku 1461 książęta Siemowit VI i Wodzisław II nadali Janowi Szyjce z Gumowa 10 włók w ziemi wiskiej. Wzmianka z 1497 roku wymienia Gumowo Kamienne w powiecie sulerzyskim, a później niedzborkim.
Znane jest jeszcze Gumowo Ptaszki (nazwa od dziedzica Jana Ptaszka w 1531 r.) w którym w 1567 r. mieszkał Albert Romocki i Gumowo Janusze należące do Mikołaja Sulerzyskiego. Gumowo Ptaszki należały do parafii Ciechanów, pozostałe do Sulerzyża. Właścicielem był Andrzej Radziejewski chorąży sochociński, któremu Jan Olbracht darował te dobra skonfiskowane Ściborowi z Gumowa. W roku 1491 Mikołaj z Gumowa sprzedał Mikołajowi z Niestumia część Cierzynka (wieś obecnie nie istnieje). W roku 1510 wymieniony jest Maciej Kowal z Gumowa, w roku 1540 Wawrzyniec i Urban, synowie Macieja Swobody z Gumowa Kmiecego. W roku 1580 występuje Jakub Hrubieszowski, obywatel Gumowa oraz Paweł ze Stanisławem Gumowscy z Gumowa Dominialnego, wymieniony jest też Telesfor Wodziński, obywatel z Nużewa i jego żona Józefa z Gumowskich. W roku 1812 wspomniany jest 35-letni Bartłomiej Załęski woltyżer w wojsku polskim. W roku 1815 mieszkał w Gumowie Mateusz Mostowski, właściciel połowy Sulerzyża.
Mieszkańcy brali udział w powstaniu styczniowym w 1863 roku, po nim pozostało wielu tzw. Kryjaków, a Andrzejowi Laszkiewiczowi skonfiskowano gospodarstwo. W roku 1867 po wprowadzeniu sądów gminnych, w Gumowie umieszczono siedzibę sądu okręgu III dla gmin Nużewo i Młock. Niewielki budynek sądu, usytuowany na posesji Zmudczyńskich, zachował się do dzisiejszych czasów (mieściła się poczta).
W roku 1904 zawiązała się we wsi spółka rolna, w 1907 roku dziedzic Adam Mierzejewski (Gumowo Kamienne) uruchomił gorzelnię. W 1908 roku figuruje on w Towarzystwie Kredytowym Ziemskim i Towarzystwie Rolniczym w Ciechanowie. W roku 1906 wobec narastających kradzieży w okolicy, dwustu włościan z Gumowa i sąsiednich wsi dokonało samosądu na 46-letnim złodzieju, mieszkańcu tejże wsi.
W roku 1925 Adam Mierzejewski sprzedał majątek lekarzowi z Ciechanowa Maksymilianowi Purzyckiemu. We wsi był młyn wietrzny Władysława Śliwińskiego, obecnie jest tam młyn motorowy. Na panującą w 1919 roku "hiszpankę" zmarło 20 osób. W 1921 roku wśród mieszkańców było 9 Żydów. W 1930 roku powstała zlewnia mleka i zawiązano koło PW i WF oraz powstał Związek Strzelecki, po wojnie poczta.

### Po II wojnie światowej
W 1945 r. zawiązał się 11-osobowy komitet folwarczny, który zajął się parcelacją liczącego 229,9 ha majątku Maksymiliana Purzyckiego. Ziemię otrzymało 32 bezrolnych i małorolnych. Zajęto też dom, czworaki, oborę, stajnię, sieczkarnię, spichlerz, trzy chlewki, stodołę i kuźnię. Maksymilian Purzycki przebywał 5 lat w Dachau, wrócił, ale zmarł w 1946 roku w Ciechanowie. W roku 1946 wieś liczyła 432 mieszkańców. We wsi zawiązała się spółdzielnia produkcyjna, w 1957 roku powstało kółko rolnicze. W latach 1975–1998 miejscowość należała administracyjnie do województwa ciechanowskiego. W 2002 r. wieś liczyła 330 mieszkańców, należało do niej 768 ha gruntu.

## Edukacja
W roku 1958 kosztem 1,8 mln zł wybudowano czteroizbowy budynek szkoły, a w 1999 roku nowy budynek szkoły podstawowej i gimnazjum.

## Osoby związane z Gumowem
Z Gumowa pochodzą m.in.: 
- Tomasz Gutowski – Benedictides, który zostawił w 1576 r. w druku rzadkie dzieło pt. „Królów o książąt polskich od Lecha aż do Stefana I króciuchne porządku zawarcie i opis”;
- Józef Biliński – poseł na Sejm, rolnik, działacz społeczno-oświatowy.
- Janina Kozłowska z Kijewskich –polonistka, pracowniczka Biblioteki Naukowej WAT, Instytutu Kultury Polskiej w Londynie, nauczycielka w Warszawie, malarka kwiatów i pejzaży. Przed II wojną spędzała wakacje u krewnych w gumowskim dworze pisarka Irena Jurgielewiczowa.